# Miloš Kelemen
Miloš Kelemen (* 6. červenec 1999, Lučenec, Slovensko) je slovenský hokejový útočník, aktuálně hráč týmu HC Dynamo Pardubice v české extralize. Jako člen slovenské hokejové reprezentace vybojoval bronzovou medaili na zimních olympijských hrách v Pekingu v roce 2022.

## Klubová kariéra
Kelemen je odchovanec zvolenského hokeje, za místní klub debutoval v extralize v sezóně 2016/17. V červenci 2018 se dohodl na smlouvě se Slovanem Bratislava, který v té době působil v KHL. V nadnárodní lize ale nakonec odehrál pouze dvě utkání a ročník dohrával na hostování ve Zvolenu.
V mužstvu Zvolenu působil až do sezóny 2020/21, která byla přelomovou. V základní části nastoupil ke 45 zápasům, ve kterých zapsal 38 bodů za 19 gólů a stejný počet asistencí. V play-off přidal dalších 11 startů, ve kterých se šestkrát gólově prosadil a výrazně se podílel na zisku ligového titulu.
Po zdařilé sezóně následoval přesun do Mladé Boleslavi. V české extralize odehrál 44 zápasů s bilancí pět gólů a třináct asistencí. V play-off výkony vystupňoval, ve čtrnácti duelech skóroval hned devětkrát a celkově posbíral 12 bodů. Po sezóně byl prohlášen nejlepším nováčkem soutěže.
Díky dominantním výkonům v Česku upoutal pozornost skautů ze zahraničí. V květnu 2022 se dohodl na vstupním dvouletém kontraktu s Arizonou Coyotes.
Před sezónou 2022/23 se poprvé v kariéře přesunul do zámoří. Ročník odehrál převážně v AHL, kde nastupoval za Tucson Roadrunners. V 59 zápasech si zapsal 30 bodů. V nejlepší hokejové lize světa debutoval v lednu 2023 proti Anaheimu Ducks. Svůj první gól v NHL vstřelil do sítě San Jose Sharks. Celkově odehrál v NHL 14 zápasů, ve kterých jednou bodoval.
Ročník 2023/24 také rozdělil své starty mezi AHL a NHL, přičemž větší zápasové porce se dočkal v nižší soutěži. V NHL naskočil k deseti utkáním, ve kterých zapsal jednu asistenci.

## Reprezentační kariéra
Kelemen startoval dvakrát na mistrovství světa hráčů do 20 let, v letech 2018 a 2019.
Mezi seniory se poprvé představil na šampionátu v lotyšské Rize v roce 2021. V roce 2022 byl součástí olympijského týmu, který vybojoval bronzové medaile. Na MS startoval podruhé v roce 2023 a svou účast přislíbil i v roce 2024 .